# مؤسسة اللاوطنية الدولية

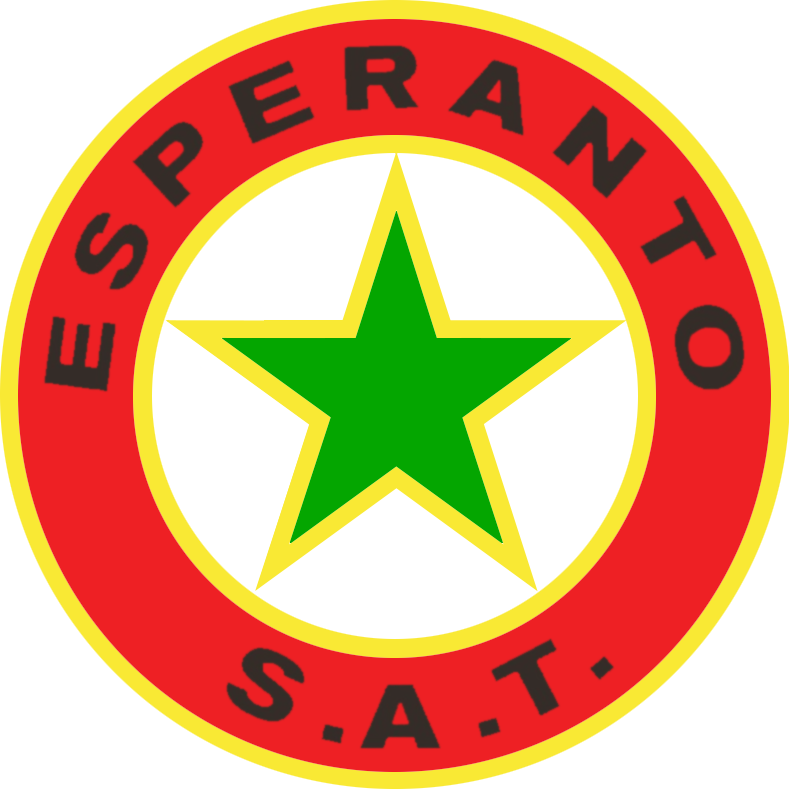

مؤسسة اللاوطنية الدولية (بالإسبرانتو: SAT: Sennacieca Asocio Tutmonda) هي مؤسسة ثقافية مستقلة ذات توجه سياسي يساري. للمؤسسة 1000 عضو. ومقر المؤسسة الرئيسي في باريس.
الـSAT تستخدم لغة إسبرانتو كلغة العمل في المؤسسة، وتهدف المؤسسة لاستخدام إسبرانتو لتكمين الفرد المتقدم والمؤسسات من كل الدول لتبادل الأفكار والاجتماع بمساواة دون علاقة بأصل الفرد الوطني.

## وصلات خارجية
- SAT

‌